# Mandrocles architectus
Mandrocles architectus är en ringmaskart som beskrevs av Johan Gustaf Hjalmar Kinberg 1866. Mandrocles architectus ingår i släktet Mandrocles och familjen Maldanidae. Inga underarter finns listade i Catalogue of Life.